# رئیس‌جمهور لبنان
رئیس‌جمهور لبنان (به عربی: رئيس لبنان)، رئیس کشور لبنان است. انتخاب رئیس‌جمهور توسط مجلس نمایندگان لبنان برای مدت شش سال است که بلافاصله قابل تجدید نیست. برابر پیمان‌نامه، ریاست جمهوری همیشه یک مسیحی مارونی بوده است.

## پیشینه
از زمان انقضای مدت ریاست جمهوری میشل سلیمان در ماه مه ۲۰۱۴، تا ۳۱ اکتبر ۲۰۱۶، مجلس لبنان قادر به به‌دست آوردن اکثریت مورد نیاز برای انتخاب یک رئیس‌جمهور نبود، و پست ریاست این نهاد؛ با وجود برگزاری ۳۰ فقره رای‌گیری، برای مدتی نزدیک به دو سال و نیم خالی مانده بود. در پاسخ به این بن‌بست، میشل عون اصلاح قانون اساسی را؛ برای - منتخب مردم ساختن مقام ریاست جمهوری-، پیشنهاد کرد. بنا بر این پیشنهاد، مسیحیان لبنان دو نامزد را برای شرکت در یک انتخابات عمومی ملی؛ که در آن همهٔ رای‌دهندگان واجد شرایط می‌توانند شرکت کنند، انتخاب می‌کنند. در ۳۱ اکتبر سال ۲۰۱۶، مجلس نمایندگان لبنان بالاخره میشل عون را به عنوان رئیس‌جمهور منتخب مجلس انتخاب کرد.

## انتخاب
سی تا شصت روز قبل از انقضای مدت یک دورهٔ رئیس‌جمهوری، رئیس مجلس نمایندگان خواستار یک جلسهٔ ویژه برای انتخاب رئیس‌جمهور جدید می‌شود. انتخاب یک نامزد برای یک دورهٔ شش ساله با رای‌گیری مخفی انجام می‌شود که در آن برای انتخاب شدن، دو سوم اکثریت مورد نیاز است. اگر هیچ نامزدی اکثریت دو سوم را به دست نیاورد، یک رای‌گیری دوم برگزار می‌شود که در آن برای انتخاب شدن، تنها به دست آوردن اکثریت کافی‌است. یک رئیس‌جمهور نمی‌تواند دو بار انتخاب شود مگر شش سال از انقضای دورهٔ اول او گذشته‌باشد یا او نخستین بار است که رئیس‌جمهور می‌شود.
قانون اساسی لبنان در مورد مسئلهٔ حد نصاب مورد نیاز برای انجام فراخوانی یک جلسهٔ انتخاباتی ریاست جمهوری پارلمانی ساکت است. در غیاب یک مادهٔ مشخص برای تعیین این حد نصاب، قانون اساسی در این مورد با تفاسیر متفاوتی روبرو بوده است.

## فهرست
1. بشاره الخوری (۱۹۴۳–۱۹۵۲)
2. کمیل شمعون (۱۹۵۲–۱۹۵۸)
3. فؤاد شهاب (۱۹۵۸–۱۹۶۴)
4. شارل حلو (۱۹۶۴–۱۳۷۰)
5. سلیمان فرنجیه (۱۳۷۰–۱۳۷۶)
6. الیاس سرکیس (۱۳۷۶–۱۳۷۲)
7. امین جمیل (۱۹۸۲–۱۹۸۸)
8. رنه معوض (۱۹۸۹)
9. الیاس هراوی (۱۹۸۹–۱۹۹۸)
10. امیل لحود (۱۹۹۸–۲۰۰۷)
11. میشل سلیمان (۲۰۰۸–۲۰۱۴)
12. میشل عون (۲۰۱۶–۲۰۲۲)
13. جوزف عون (۲۰۲۵–تاکنون)